# Euophrys leipoldti
Euophrys leipoldti är en spindelart som beskrevs av Peckham, Peckham 1903. Euophrys leipoldti ingår i släktet Euophrys och familjen hoppspindlar. Inga underarter finns listade i Catalogue of Life.